# باول جاكسون (لاعب كريكت)
باول جاكسون (9 ديسمبر 1959 - )  (بالإنجليزية: Paul Jackson)‏ هو لاعب كريكت بريطاني. شارك مع منتخب أيرلندا للكريكت.